# Нефёдов, Алексей Васильевич
Алексей Васильевич Нефёдов (23 сентября, 1948, Одесса, СССР — 3 августа, 2009, Одесса, Украина) — советский футболист. Мастер спорта СССР (1974). Бронзовый призёр чемпионата СССР (1974). Золотой призёр чемпионата города Одесса.

## Биография
Алексей Нефёдов родился 23 сентября 1948 года в Одессе.
Воспитанник группы подготовки «Черноморца». Первый тренер — Всеволод Родионович Мирошниченко.
В «Черноморце» играл с 1966 года, два года — в дублирующем составе, семь сезонов — в основном. В 1973 году совершил с командой восхождение в высшую лигу и в следующем сезоне завоевал в её составе бронзу чемпионата СССР.
Пять лет игровой карьеры отдал одесскому СКА, в составе которого провёл больше ста матчей.
Умер 3 августа 2009 года. Похоронен в Одессе.